# Henricus Hillewerve
Henricus Hillewerve (Antwerpen, 1621 – aldaar, 1694) was kanunnik en apostolisch protonotaris te Antwerpen. 

## Biografie
Henricus Hillewerve werd geboren te Antwerpen als zoon van Cornelis Hillewerve en Mechteld Tholinx, een telg van een adellijk Nederlands geslacht uit 's-Hertogenbosch. Hij had drie broers; Franciscus, Fredericus en Cornelius, en één zus; Cornelia. 
Henricus huwde in 1650 met Margaretha Goos en werd zo de schoonbroer van Antwerps drukker Balthasar II Moretus, kleinzoon van Jan Moretus en erfgenaam van Christoffel Plantijn. Het huwelijk bleef kinderloos en eindigde in 1657 bij het overlijden van Margaretha. Eeuwig trouw blijvende aan zijn eerste huwelijk, werd hij in 1660 tot het priesterschap gewijd en werd vervolgens priester van de Sint-Jacobuskerk te Antwerpen.
De familie had al generaties lang een bestaan in de lakennijverheid en was erg vermogend. Zijn zus Cornelia was gehuwd met Jacobus van Eyck, een rijk koopman en zoon van Jacques van Eyck, voormalig schatbewaarder van Antwerpen en heer van Terbiest. In 1660 kocht het koppel het Rubenshuis over van de nazaten van Peter Paul Rubens. Toen Jacobus stierf kocht Henricus het van haar. Henricus was een groot bewonderaar van Rubens en bezat tevens een aantal van zijn werken. Op het domein liet hij ook een kapel bijbouwen. In  zowel 1684 als 1692 liet hij enkele gravures van het huis maken door Jacob Harrewijn. 
In 1675 werd Henricus Hillewerve tot de adel verheven. Kort daarop werd hij benoemd tot apostolisch protonotaris. Gedurende die tijd werd hij eigenaar van kasteel Ravenhof, wat hij later zou schenken aan zijn petekind, Balthazar Moretus III. Veel van zijn geld ging tevens naar de verfraaiing van de Sint-Jacobuskerk. In 1685 financierde hij bijvoorbeeld de bouw van het imposante hoofdaltaar, dat vervaardigd werd door gerenommeerd beeldhouwer Lodewijk Willemsens. 
Henricus stierf in 1694 en werd begraven voor de trappen van het hoofdaltaar in de Sint-Jacobskerk. Zijn ouders lagen begraven in de Onze-Lieve-Vrouwekathedraal. 

## Familie
De naam Hillewerve kwam voor tussen de 15e en 18e eeuw en lijkt sindsdien grotendeels te zijn verdwenen. In de 15e eeuw bezaten ze in Kappele, Zeeland, een stenen huis bij de Duivelsberg.  
Een van de dochters van Cornelia Hillewerve en Jacobus van Eyck, Marie Catharina, werd geschilderd door Gonzales Coques.  Het schilderij valt te bezichtigen in de Nationale Galerij van Londen. 
Fredericus Hillewerve, de jongere broer van Henricus, was kanunnik van de Sint-Donaaskathedraal van Brugge en was in 1662 bouwheer van de proosdij. Hij stierf op 41-jarige leeftijd op zee tussen Oostende en Londen. 
Zijn broer Franciscus was kanunnik van de Onze-Lieve-Vrouwekathedraal te Antwerpen en schreef in 1664 samen met Gaspard Scholten het boek "Den oprechten wegh-wyser naer het eeuwigh leven". Hij was tevens kunstverzamelaar. Na zijn dood werd hij bijgezet in het graf van zijn ouders.  